# Mordlust
Mordlust is een Duitse true-crime-podcast met de journalisten Paulina Krasa en Laura Wohlers, die sinds 17 juli 2018 elke twee weken verschijnt.

## Geschiedenis
De twee presentatoren werkten al als televisiejournalisten voordat de podcast begon en waren ook privé vrienden. Als fans van het true-crime-genre hadden ze zelf veel podcasts gehoord en begonnen ze de Mordlust-podcast vanwege een gebrek aan vergelijkbare Duitstalige inhoud.
Sinds de 13e aflevering op 16 januari 2019 is Mordlust een aanbod van het Duitse contentnetwerk Funk van ARD en ZDF en maakt daarmee onderdeel uit van de publieke omroepen. Op de redactie zitten Clemens Schröder en Jelle Ritzen, die namens ZDF de podcast met de twee presentatoren voor Funk produceren. Deze verdeling moet hen in staat stellen meer tijd te hebben voor onderzoek en andere sociale mediaplatforms zoals Instagram en om advertentievrij te blijven.

## Inhoud

### Intro
Elke aflevering begint met een korte muzikale clip, gevolgd door een optreden en een inleiding door de twee podcasters met verhalen uit hun dagelijks leven of aanvullingen op eerdere afleveringen. Sinds de 13e aflevering is de klant Funk genoemd.
Sinds de 14e aflevering is deze intro aangevuld met een consistente tekst waarin beide sprekers een vast spreekdeel hebben. Daar wordt het concept van de podcast en het hoofdonderwerp van de bijbehorende aflevering kort uitgelegd, gevolgd door een opmerking over hoe de twee omgaan met True Crime.
Op de verschillende portals waar Mordlust beschikbaar is, staat altijd een korte beschrijving van de betreffende aflevering, waarin de inhoud en de respectievelijke cases kort worden gepresenteerd. Daarnaast zijn er trigger-waarschuwingen in de beschrijving van bijna elke aflevering, die een precieze periode bevatten waarin gewelddaden in de betreffende aflevering worden beschreven om de luisteraars de mogelijkheid te geven deze passages over te slaan.

### Concept
In elke aflevering vertellen de moderators elkaar een waargebeurde, Duitse strafzaak over een bepaald hoofdonderwerp, die ze vooraf onderzoeken en die de ander nog niet kent. Boeken, documentaires, artikelen of andere podcasts dienen als bron voor de casussen.
In sommige afleveringen worden interviews gehouden met betrokkenen, die in de betreffende aflevering worden geciteerd of afgespeeld.
Na de presentatie van de betreffende zaak volgt een analyse van het misdrijf, de achtergrond, het motief van de dader en mogelijke psychologische kenmerken (AHA-moment).
Ten slotte bespreken beiden de gepresenteerde zaken opnieuw in relatie tot het hoofdonderwerp van de betreffende episode en strafrechtelijke aspecten, zoals de vervolging of veroordeling, het proces en het functioneren van het Duitse rechtssysteem.
Interviews met experts, zoals psychologen of advocaten, worden vaak gehouden voor het AHA-moment of de discussie.

### Speciale aanbiedingen
- #10 The Baby & Play Dead: Deze aflevering werd uitgebracht op 21 november 2018 en ging over twee strafzaken uit Engeland.[8]
- #21 Omicidio all'italiana: Deze aflevering werd uitgebracht op 8 mei 2019 en ging over twee strafzaken uit Italië.[9]
- Mordschwestern x Lästerlust: Deze extra aflevering verscheen op 9 juli 2019 waarin de moderators actuele zaken en maatschappelijke problemen bespraken met David en Robin uit de podcast Lästerschwestern.[10]
- Mordlust Trailer: Op 3 maart is een trailer van Mordlust uitgebracht, waarin de podcast kort wordt gepresenteerd en er kort wordt gezinspeeld op enkele strafzaken.[11]
- Xmas Xtra: Deze aflevering is uitgebracht op 24 december 2020 en is, naast de normale afleveringen, een extra special waarin de podcasters vragen uit het publiek beantwoorden.[12]

## Shows

### Liveoptredens
- Begin 2019 heeft Mordlust een aantal liveoptredens in Keulen, München, Berlijn en Hamburg.

- De eerste live-aflevering vindt plaats in Erlangen op 10 juli 2019.[13]

- De Mordlust - Partner In Crime Tour 2022 begint in november 2021, waarbij Paulina en Laura 17 shows geven in verschillende Duitse steden. De tour begint op 23 november 2021 in Berlijn en eindigt op 27 maart 2022 in Düsseldorf.[14]

### Gastoptredens
- Op 7 mei 2019 lezing op Tincon[13], een congres voor digitale jeugdcultuur.[15]

- Op 14 augustus 2019 een gastoptreden in de podcast Skip Intro.[13]

- In september 2019 gastoptreden bij het mediamagazine Zibb.[13][16]

- Op 11 september 2019 een gastoptreden op radiostation Fritz.[13]

- Op 18 maart 2020, gastoptreden in de YouTube-show World Wide Wohnzimmer.[17][13]

- Op 23 augustus 2020 gastoptreden bij de Podcast Spezial van de Summer Session van het radiostation Bremen Next.[18][13]

- In oktober 2020 een gastoptreden op het radiostation 1LIVE.[13]

## Bereik
Mordlust is nummer 1 van de populairste Duitse true-crime-podcasts en nummer 5 in de Duitse podcasthitlijsten van streamingprovider Spotify (per 18 maart 2021).
De podcast heeft een eigen Instagram-pagina, waarop regelmatig posts over de afleveringen, updates over eerdere cases of informatie over live- en gastoptredens worden geüpload voor de circa 200.000 abonnees (per 22 april 2021).